# Thomas Schoorel
Thomas Schoorel (* 8. April 1989 in Amsterdam) ist ein ehemaliger niederländischer Tennisspieler.

## Karriere

### Einzel
2007 spielte Schoorel sein erstes Tennismatch in der Qualifikation für das ATP-Turnier von ’s-Hertogenbosch. In der ersten Runde schlug er seinen Landsmann Wouter Standaart 6:3, 6:2, anschließend verlor er gegen Antony Dupuis 6:7, 3:6. Im Juli trat er in der Qualifikation für das Turnier in Amersfoort an, dort war in Runde 1 gegen Ralph Grambow Endstation. Im Laufe des Jahres spielte Schoorel außerdem mehrere Future-Turniere, in Mexiko kam er im November bis ins Halbfinale, ansonsten schied er relativ früh aus.
2008 folgten weitere Versuche, auf der Future-Tour erfolgreich abzuschneiden, sowie weitere Qualifikationsmatches in Zagreb, wolches Schoorel jedoch verlor, und in Amersfoort, wo er die zweite Runde erreichte. In Alphen aan den Rijn spielte der Linkshänder außerdem sein erstes Challenger-Match, verlor jedoch auch dort bereits in Runde 1.
2009 gewann Schoorel sein erstes Future-Turnier in seinem Heimatland auf Sand im Finale gegen den Franzosen Vincent Millot. Im Juli folgte sein zweiter Titel in Deutschland, dieses Turnier gewann er ohne Satzverlust.
2010 begann für Schoorel mit zwei Future-Finals sowie dem Titel in Italien im April, auch dieses Turnier konnte er ohne Satzverlust gewinnen. Im Mai spielte er die Qualifikation für das ATP-Turnier von Nizza, wo er in Runde 2 an Robby Ginepri scheiterte. Im Juni gewann er zwei Future-Turniere in den Niederlanden, im Juli erreichte er sein erstes Challenger-Finale in Scheveningen, scheiterte dort aber an Denis Gremelmayr mit 5:7, 4:6. In Alphen aan den Rijn stand er ebenfalls im Finale, verlor dort aber gegen Jesse Huta Galung in drei Sätzen. Nach einem weiteren gescheiterten Qualifikationsversuch für ein ATP-Turnier in Bukarest, gelang dem Niederländer im Oktober schließlich der Einzug ins Hauptfeld von Stockholm, wo er jedoch gegen Benjamin Becker mit 3:6, 0:6 chancenlos blieb. Zum Abschluss des Jahres spielte er außerdem die Qualifikation für das Turnier von Montpellier, doch schied er dort in der dritten Runde gegen Adrian Mannarino aus.
2011 begann für Schoorel mit der Qualifikation für das Turnier in Doha, in der ersten Hauptrunde schaffte er im ersten Satz gegen den favorisierten Roger Federer immerhin ein 6:7, 3:6. Für die Australian Open konnte er sich nicht qualifizieren, in Rotterdam startete er jedoch im Hauptfeld, verlor aber gegen Viktor Troicki 2:6, 6:7. In Marseille gelang ihm erneut die Qualifikation, doch auch hier war in Runde 1 gegen Tobias Kamke Endstation. Im April konnte Schoorel zwei Challenger-Turniere in Rom und Neapel gewinnen. Im Mai spielte er die Qualifikation für die French Open und besiegte dort Chris Guccione, Frederik Nielsen und Jorge Aguilar ohne Satzverlust. In der ersten Runde besiegte er den Argentinier Máximo González 7:6, 6:3, 6:3 und zog in die zweite Runde ein, wo er Stan Wawrinka 3:6, 2:6, 4:6 unterlag.
In der Folgezeit war Schoorel von Verletzungen geplagt, darunter am Ellbogen und der Hüfte. So unterzog er sich einer Operation an der Hüfte, das darauffolgende Comeback verlief erfolglos. Am 29. Juni gab er schließlich sein Karriereende bekannt.

### Doppel
Im Doppel konnte Schoorel ein Challenger-Turnier zusammen mit Robin Haase gewinnen. In Manerbio schlug das Duo im August 2010 Diego Junqueira und Gabriel Trujillo Soler 6:4, 6:4. Sein einziges Match auf ATP-Niveau spielte Schoorel zusammen mit Huib Troost in Amersfoort 2008, dort unterlagen sie im Achtelfinale jedoch Teimuras Gabaschwili und Denis Mazukewitsch 2:6, 4:6.

## Erfolge
| Legende (Anzahl der Siege)  |
| Grand Slam                  |
| ATP World Tour Finals       |
| ATP World Tour Masters 1000 |
| ATP World Tour 500          |
| ATP World Tour 250          |
| ATP Challenger Tour (3)     |

| ATP-Titel nach Belag |
| Hartplatz (0)        |
| Sand (0)             |
| Rasen (0)            |

### Einzel

#### Turniersiege
| Nr. | Datum          | Turnier | Belag | Finalgegner      | Ergebnis      |
| --- | -------------- | ------- | ----- | ---------------- | ------------- |
| 1.  | 11. April 2011 | Rom     | Sand  | Martin Kližan    | 7:5, 1:6, 6:3 |
| 2.  | 18. April 2011 | Neapel  | Sand  | Filippo Volandri | 6:2, 7:64     |

### Doppel

#### Turniersiege
| Nr. | Datum           | Turnier  | Belag | Partner     | Finalgegner                            | Ergebnis |
| --- | --------------- | -------- | ----- | ----------- | -------------------------------------- | -------- |
| 1.  | 23. August 2010 | Manerbio | Sand  | Robin Haase | Diego Junqueira Gabriel Trujillo Soler | 6:4, 6:4 |